# 波傑布拉德的維克多林
波傑布拉德的維克多林（捷克語：Viktorín z Poděbrad，1443年5月29日—1500年8月30日），明斯特貝格公爵，波希米亞國王波傑布拉德的伊日之子。

## 家庭
1463年，維克多林與皮爾斯特伊納的瑪克塔（Markéta z Pirkštejna）結婚，兩人的女兒約翰娜是切申公爵卡齊米日二世的妻子。
1474年，維克多林與卡齊米日二世的妹妹索菲亞結婚，兩人有2子1女：
1. Bartoloměj（約1477年—1515年）
2. Vavřinec（？年—1503年）
3. Magdalena（？年—1497年）

1480年，維克多林與蒙費拉托侯爵喬瓦尼四世的女兒埃列娜·瑪格麗塔（Elena Margherita）結婚，兩人共有兩個女兒：
1. 阿波洛妮亞（？年—1534年）
2. 烏爾蘇拉（英语：Ursula of Munsterberg）（約1495年—1534/35年）